# Калачи (Новосибирская область)
Калачи — село в Карасукском районе Новосибирской области. Входит в состав Октябрьского сельсовета.

## География
Площадь села — 80 гектаров

## Население
| 2002 | 2007 | 2010 | 2014 |
| ---- | ---- | ---- | ---- |
| 288  | ↘274 | ↗275 | ↗300 |

## История
Основано в 1907 году. В 1928 г. посёлок Калач состоял из 85 хозяйств, основное население — украинцы. В составе Рассказовского сельсовета Черно-Курьинского района Славгородского округа Сибирского края.

## Инфраструктура
В селе по данным на 2007 год функционируют 1 учреждение здравоохранения, 1 образовательное учреждение.